# Охотников, Виктор Васильевич
Виктор Васильевич Охотников (1927—2011) — советский хозяйственный, государственный и политический деятель, Герой Социалистического Труда.

## Биография
Родился в 1927 году в селе Туран. Член КПСС.
С 1945 года — на хозяйственной, общественной и политической работе. В 1945—2010 гг. — агроном, выпускник Омского сельскохозяйственного института, старший агроном совхоза «Искра» Называевского района Омской области, главный агроном, директор совхоза «Ермак» Нововаршавского района, начальник Нововаршавского районного производственного управления сельского хозяйства, первый секретарь Русско-Полянского райкома КПСС, секретарь Омского облсовпрофа, главный государственный инспектор по закупкам и качеству сельхозпродуктов по Омской области, начальник Омского областного производственного управления хлебопродуктов, председатель Омского областного совета ветеранов.
Указом Президиума Верховного Совета СССР от 13 декабря 1972 года присвоено звание Героя Социалистического Труда с вручением ордена Ленина и золотой медали «Серп и Молот».
Умер в Омске в 2011 году.